# Verlet-Algorithmus
Der Verlet-Algorithmus ist eine Methode zur numerischen Lösung der Newton’schen Bewegungsgleichungen. Er entsteht aus dem Leapfrog-Verfahren durch Elimination der Geschwindigkeitsberechnungen. Der Verlet-Algorithmus wird oft bei Molekulardynamik-Simulationen in der theoretischen Chemie verwendet. Der Algorithmus ist nach Loup Verlet benannt.

## Herleitung
Es werden zwei Taylor-Entwicklungen dritter Ordnung der Position {\displaystyle {\vec {x}}(t)} aufgestellt. Dabei wird eine davon vorwärts {\displaystyle (t+\Delta t)} und eine rückwärts {\displaystyle (t-\Delta t)} in der Zeit entwickelt. Hierbei ist {\displaystyle {\vec {v}}} die Geschwindigkeit und {\displaystyle {\vec {a}}} die Beschleunigung.
{\displaystyle {\vec {x}}(t+\Delta t)={\vec {x}}(t)+{\vec {v}}(t)\Delta t+{\frac {1}{2}}{\vec {a}}(t)\Delta t^{2}+{\frac {1}{6}}{\vec {b}}\Delta t^{3}+O(\Delta t^{4})}
{\displaystyle {\vec {x}}(t-\Delta t)={\vec {x}}(t)-{\vec {v}}(t)\Delta t+{\frac {1}{2}}{\vec {a}}(t)\Delta t^{2}-{\frac {1}{6}}{\vec {b}}\Delta t^{3}+O(\Delta t^{4})}
Addition der beiden Gleichungen ergibt
{\displaystyle {\vec {x}}(t+\Delta t)=2{\vec {x}}(t)-{\vec {x}}(t-\Delta t)+{\vec {a}}(t)\Delta t^{2}+O(\Delta t^{4})}.
Dies ist die allgemeine Gleichung des Verlet-Algorithmus. Die Beschleunigung {\displaystyle {\vec {a}}(t)} hängt dabei vom Potenzial {\displaystyle V} und der Masse des Teilchens {\displaystyle m} ab, sie kann mit
{\displaystyle {\vec {a}}(t)=-{\frac {1}{m}}\nabla V(x(t))={\frac {\vec {F}}{m}}}
bestimmt werden.

## Anwendung
Ist die Position {\displaystyle {\vec {x}}_{0}} bekannt, muss zuerst die Position {\displaystyle {\vec {x}}_{1}} über
{\displaystyle {\vec {x}}_{1}={\vec {x}}_{0}+{\vec {v}}_{0}\Delta t+{\frac {1}{2}}{\vec {a}}_{0}\Delta t^{2}}
bestimmt werden. Sind dann die Positionen {\displaystyle {\vec {x}}_{0}} und {\displaystyle {\vec {x}}_{1}} bekannt, können über Iteration des Verlet-Algorithmus alle folgenden {\displaystyle {\vec {x}}_{n}} bestimmt werden.
{\displaystyle {\vec {x}}_{n+1}=2{\vec {x}}_{n}-{\vec {x}}_{n-1}+{\vec {a}}_{n}\Delta t^{2}}
Der Verlet-Algorithmus liefert nur Positionen und keine Geschwindigkeiten. Diese müssen deshalb extra bestimmt werden, um daraus {\displaystyle E_{kin}} und damit die Gesamtenergie zu berechnen. Dies ist notwendig, um die Energieerhaltung zu überprüfen.